# Bernhard Ilg

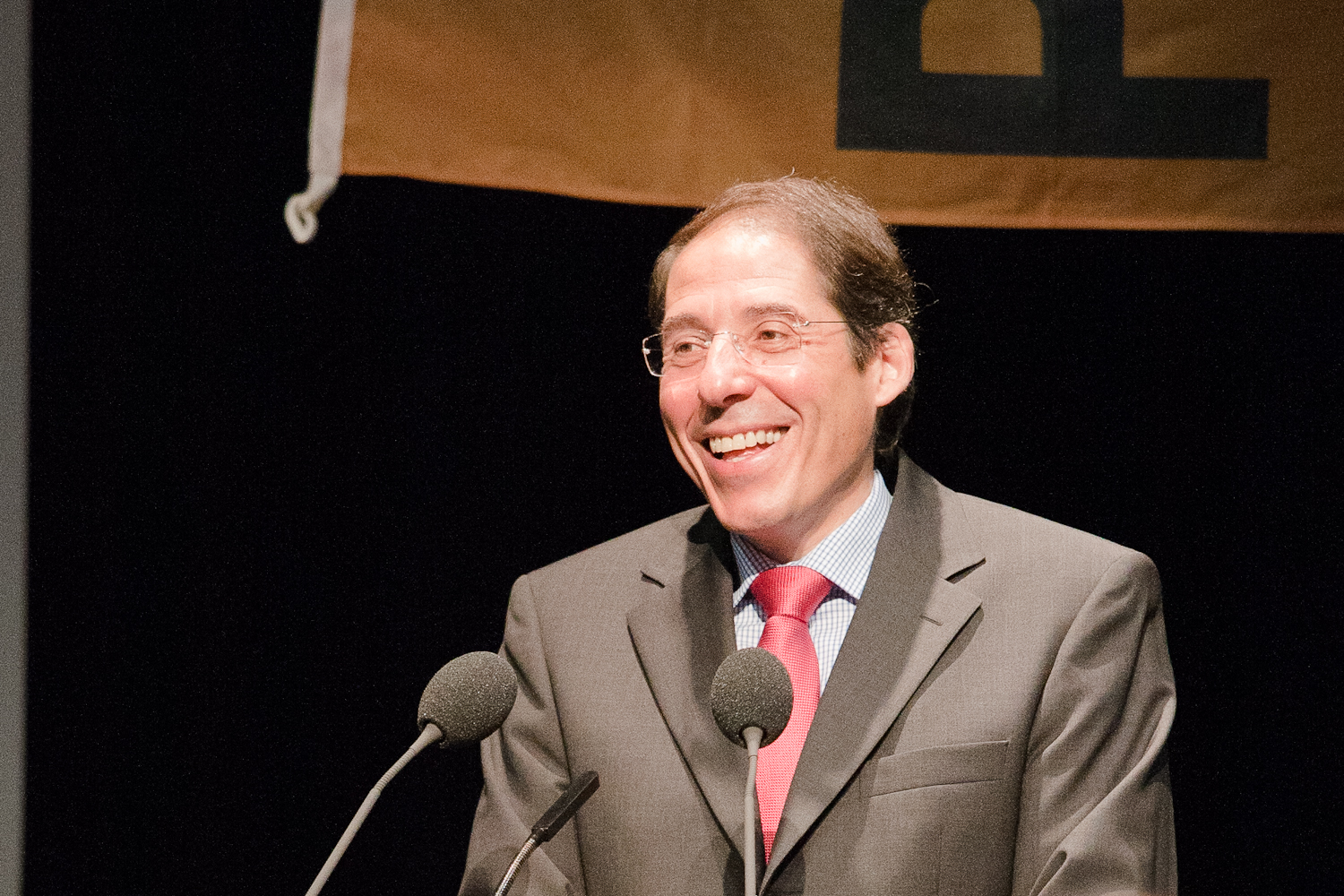
Bernhard Ilg 2011

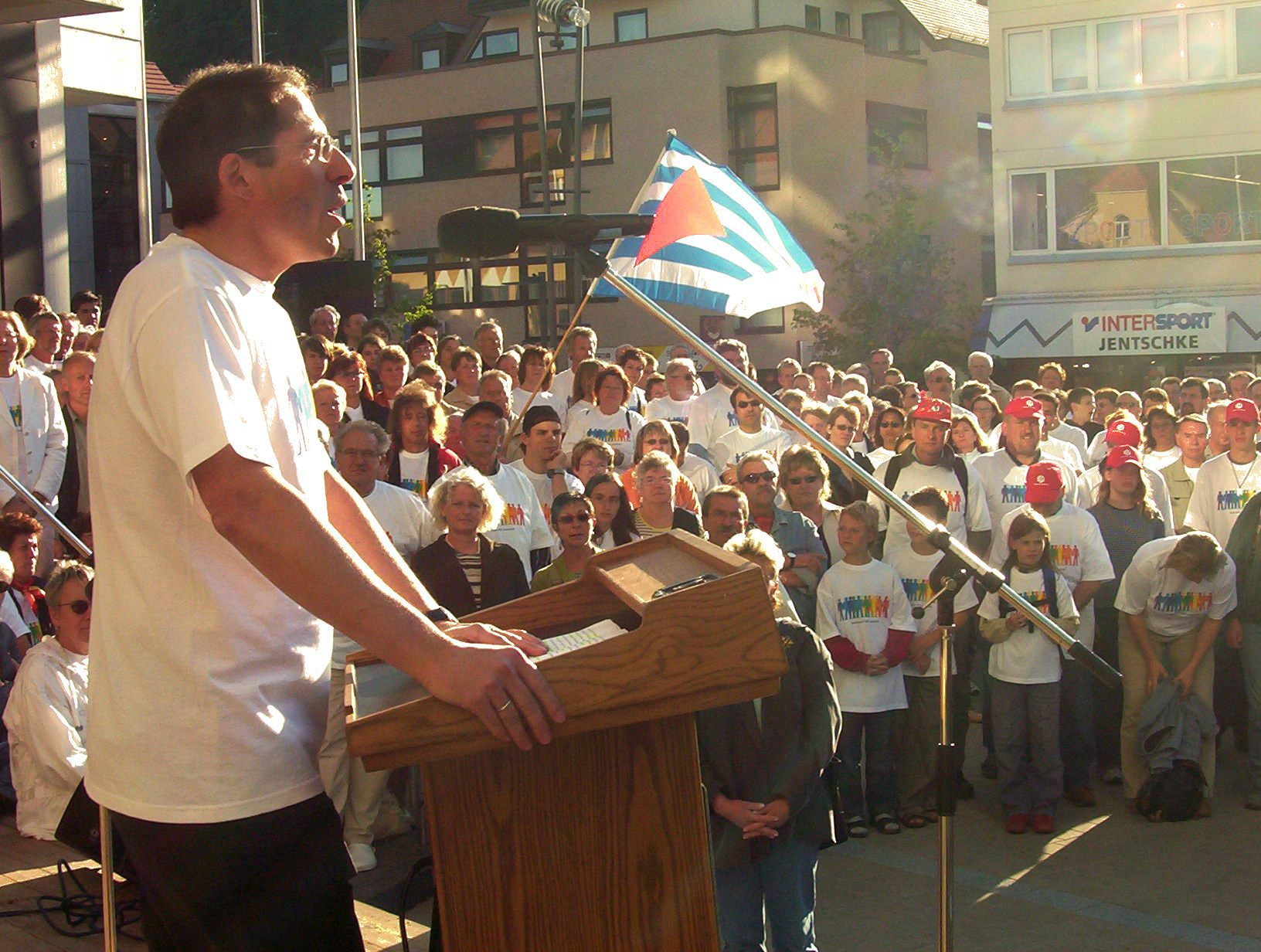
Bernhard Ilg 2005

Bernhard Ilg (* 8. Februar 1956 in Geislingen an der Steige) ist ein deutscher Politiker (CDU). Er war von 2000 bis 2021 Oberbürgermeister der ostwürttembergischen Großen Kreisstadt Heidenheim an der Brenz. Seit 2022 ist er Aufsichtsratsvorsitzender des Fußball-Bundesligisten 1. FC Heidenheim.

## Leben
Sein Hochschulstudium schloss Bernhard Ilg 1980 mit dem Abschluss Diplom-Verwaltungswirt (FH) ab. Danach war er bis 1986 Kreisamtsmann beim Landratsamt Biberach, zuständig für Kämmerei und Sonderaufgaben. Von 1986 bis zum 28. November 1999 war er Bürgermeister der Gemeinde Salach. In diesem Amt war er am 4. September 1994 wiedergewählt worden. Oberbürgermeister der Stadt Heidenheim war er seit dem 1. Februar 2000, wiedergewählt wurde er am 11. November 2007. Ging die Wahl im Jahr 2000 noch knapp aus, so gewann er im Jahr 2007 mit 82,27 Prozent der gültigen Stimmen. Erneut wiedergewählt wurde er am 8. Mai 2015, diesmal mit 78,15 Prozent der gültigen Stimmen.
Seit dem 13. Juni 2004 ist er Mitglied des Kreistags des Landkreises Heidenheim. Er ist Vater von zwei Söhnen.
Unter anderem war er Vorsitzender des Aufsichtsrats der Stadtwerke und Mitglied des Verwaltungsrats der Kreissparkasse Heidenheim. Bernhard Ilg war Verbandsvorsteher des Wasserverbands Wedel-Brenz und Mitglied des Programmbeirats von Radio 7. Er war Vorsitzender der Touristikgemeinschaft Stauferland. An der Dualen Hochschule Baden-Württemberg Heidenheim ist er seit 2018 Ehrensenator.
Ende Juli 2021 trat er in den Ruhestand ein. Ihm folgte Michael Salomo (SPD) nach. Mit Amtszeitende wurde ihm die Ehrenbürgerschaft verliehen.
Im Dezember 2022 wählten ihn die Mitglieder des 1. FC Heidenheim zum neuen Aufsichtsratsvorsitzenden des Vereins. Er trat die Nachfolge des Verstorbenen Klaus Mayer an.

## Auszeichnungen
- 2018: Ehrenring der Partnerstadt St. Pölten
- 2021: Ehrenbürgerschaft der Stadt Heidenheim an der Brenz